# Hollywood Raw
Hollywood Raw är ett samlingsalbum av L.A. Guns som innehåller tidigare ej släppta inspelningar från 1987, samt nyinspelningar av låtar från deras första platta, L.A. Guns från 1988.
Collector's Edition No. 1 släpptes som bonus-skiva till Hollywood Raw.

## Låtlista
1. "Soho"
2. "Nothing to Loose"
3. "Bitch Is Back"
4. "Down In the City"
5. "Electric Gypsy"
6. "Instrumental"
7. "Guilty"
8. "Hollywood Tease"
9. "Sex Action"
10. "Midnight Alibi"
11. "One More Reason"
12. "One Way Ticket"
13. "Shoot For Thrills"
14. "Winter's Fool"
15. "Alice In the Wasteland"